# کرلتن (کنتاکی)
کرلتن (به انگلیسی: Carrollton) شهری در ایالت کنتاکی کشور ایالات متحده آمریکا است که جمعیت آن در سرشماری سال ۲۰۱۰ میلادی، ۳٬۹۳۸ نفر بوده‌است.